# Марія Колікова
Марія Колікова (словац. Mária Kolíková; нар. 29 серпня 1974, Дунайська Стреда, Чехословаччина) — словацька політична діячка та адвокат. Магістр. Член партії «За людей». Міністр юстиції в уряді Едуарда Геґера з 1 квітня 2021 року. Міністр юстиції в уряді Ігоря Матовича з 21 березня 2020 до 23 березня 2021 року. Депутат Національної ради з 29 лютого 2020 року по 21 березня 2020 року.

## Біографія
Марія Колікова народилася 29 серпня 1974 у Дунайській Стреді, Чехословаччина. У 1993—1999 рр. навчалась на юридичному факультеті Університету імені Я. А. Коменського в Братиславі. Після закінчення університету здобула ступінь магістра. 1998 року стажувалася в Університеті Квазулу-Натал у Дурбані в ПАР. 2001 року стажувалася в Школі права університету Джорджтаун у Вашингтоні в США. 2004 року пройшла практичний курс навчання в нідерландському Гельсінському комітеті. Володіє англійською, французькою, російською та німецькою мовами.

## Трудова діяльність
- У 1997—2005 рр. викладала на кафедрі гуманітарних проєктів.
- У 1998—2002 рр. працювала в літніх і весняних школах прав людини для студентів юридичних спеціальностей.
- 2001 року заснувала громадську Юридичну клініку при юридичному факультеті Трнавського університету і до 2005 року викладала в ній
- У 1999—2002 рр. працювала юридичним перекладачем в юридичній фірмі.
- З 2003 року — адвокат.
- У 2007—2009 рр. відкрила власну адвокатську фірму.
- З липня 2012 року до березня 2016 року і з вересня 2018 року — адвокат у фірмі Kolíková & Partners.

## Політична діяльність
2019 року вступила в партію «За людей». На парламентських виборах 29 лютого 2020 року обрана депутатом Національної ради від партії «За людей» 21 березня в зв'язку з переходом на роботу в уряд покинула Національну раду Словаччини.